# Michael Martin (calciatore)
Michael Martin (Crailsheim, 10 luglio 2000) è un calciatore tedesco, centrocampista del Sirius.

## Carriera
Cresciuto nei settori giovanili di Aalen, Heidenheim e Bochum, nel gennaio del 2020 è stato ingaggiato a parametro zero dallo Sportfreunde Schwäbisch Hall, formazione dilettantistica. Un anno dopo, nel gennaio del 2021, si è trasferito al Bayern Alzenau, club militante in Regionalliga. Rimasto svincolato al termine della stagione, il 14 ottobre seguente ha firmato un contratto annuale con opzione di rinnovo con il Vorwärts Steyr, squadra della seconda divisione austriaca. Il 25 maggio 2022 è stato acquistato dal Ried, con cui ha sottoscritto un contratto biennale con opzione per un'ulteriore stagione; il 24 luglio successivo ha esordito in Bundesliga nella sconfitta per 1-0 contro il Rapid Vienna.

## Statistiche

### Presenze e reti nei club
Statistiche aggiornate al 15 settembre 2023.
| Stagione        | Squadra         | Campionato      | Campionato | Campionato | Coppe nazionali | Coppe nazionali | Coppe nazionali | Coppe continentali | Coppe continentali | Coppe continentali | Altre coppe | Altre coppe | Altre coppe | Totale | Totale |
| Stagione        | Squadra         | Comp            | Pres       | Reti       | Comp            | Pres            | Reti            | Comp               | Pres               | Reti               | Comp        | Pres        | Reti        | Pres   | Reti   |
| --------------- | --------------- | --------------- | ---------- | ---------- | --------------- | --------------- | --------------- | ------------------ | ------------------ | ------------------ | ----------- | ----------- | ----------- | ------ | ------ |
| gen.-giu. 2021  | Bayern Alzenau  | RL              | 19         | 5          |                 | -               | -               |                    | -                  | -                  |             | -           | -           | 19     | 5      |
| ott. 2021-2022  | Vorwärts Steyr  | 1L              | 14         | 4          | CA              | -               | -               |                    | -                  | -                  |             | -           | -           | 14     | 4      |
| 2022-2023       | Ried            | BL              | 28         | 0          | CA              | 5               | 0               |                    | -                  | -                  |             | -           | -           | 32     | 0      |
| 2023-2024       | Paderborn       | 2BL             | 2          | 0          | DFBP            | 0               | 0               |                    | -                  | -                  |             | -           | -           | 2      | 0      |
| Totale carriera | Totale carriera | Totale carriera | 63         | 9          |                 | 5               | 0               |                    | -                  | -                  |             | -           | -           | 68     | 9      |